# Kew Palace

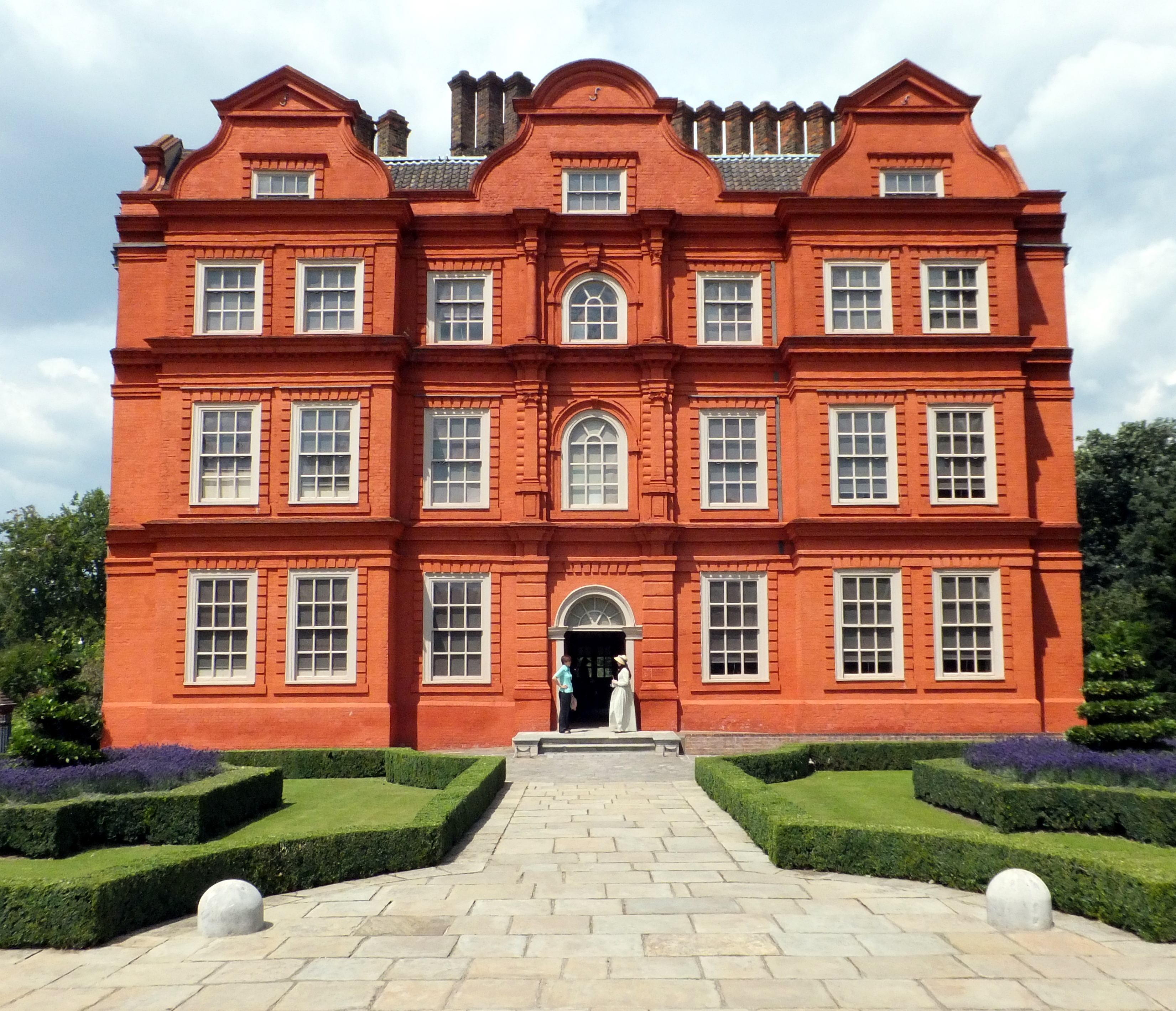
Kew Palace

Kew Palace ist ein königlicher Palast des Vereinigten Königreiches im Königlichen Botanischen Garten in Kew an den Ufern der Themse oberhalb Londons. Es gab über die Zeit mindestens drei Paläste in Kew und zwei davon wurden „Kew Palace“ genannt. Das erste derartige Gebäude wurde vermutlich nicht so genannt; die einzigen Aufzeichnungen darüber sind die Worte eines Höflings. Der zweite Palast ist heute noch erhalten, wurde von English Heritage als historisches Gebäude I. Grades gelistet und ist öffentlich zugänglich. 2024 betrug die Besucherzahl etwa 159.000 Personen. Der Palast wird von einer unabhängigen, gemeinnützigen Organisation, Historic Royal Palaces, unterhalten, die keine Zuschüsse von Staat oder Königshaus erhält.

## Der erste Kew Palace
Über dieses Gebäude weiß man nicht viel, außer dass Königin Elisabeth I. ihn Robert Dudley, ihrem Jugendfreund und Günstling des Hofes, zum Lehen gab. In einem Brief eines anderen von Elisabeths Höflingen ist erwähnt, dass dieser Palast Dudleys Hauptwohnsitz bei London sei. Eventuell wurde er „Leicester House“ genannt.

## Der zweite Kew Palace
Der sogenannte „Alte Palast“, manchmal auch „Dutch House“, wurde 1631 von Samuel Fortrey, dem Vater des Schriftstellers Samuel Fortrey, erbaut.
Das Gebäude gehörte früher der Familie Smith und fiel durch Heirat an Samuel Molyneux, Esq., Sekretär von König Georg II.
Friedrich Ludwig von Hannover pachtete das Haus für lange Zeit und wohnte häufig auch dort. Und hier wohnte auch sein favorisierter Dichter, James Thomson, Autor des Gedichtes The Seasons. Im Jahre 1738 schenkte ein anderer Dichter, Alexander Pope, Prinz Friederich einen Hund mit folgendem Gedicht an seinem Halsband:

”I am His Highness' dog at Kew. Pray tell me, sir, whose dog are you?” (dt. „Ich bin der Hund ihrer Hoheit in Kew. Ich bitte dich, Sir, sage mir, wessen Hund bist du?”)

Im Haus fanden sich eine Reihe bekannter Gemälde, darunter eine Reihe von Werken Canalettos und das verehrte Bild einer Galerie aus Florenz von Zoffany (der in der Nachbarschaft lebte). Die Pleasuregrounds mit 0,49 km² Fläche wurden von Sir William Chambers, einem der größten Meister des englischen Ziergartens, entworfen.

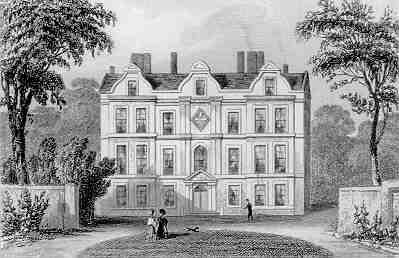
Der heutige Kew Palace im Jahre 1735, als er wegen der Volutengiebel (englisch „Dutch gables“) noch „Dutch House“ hieß.

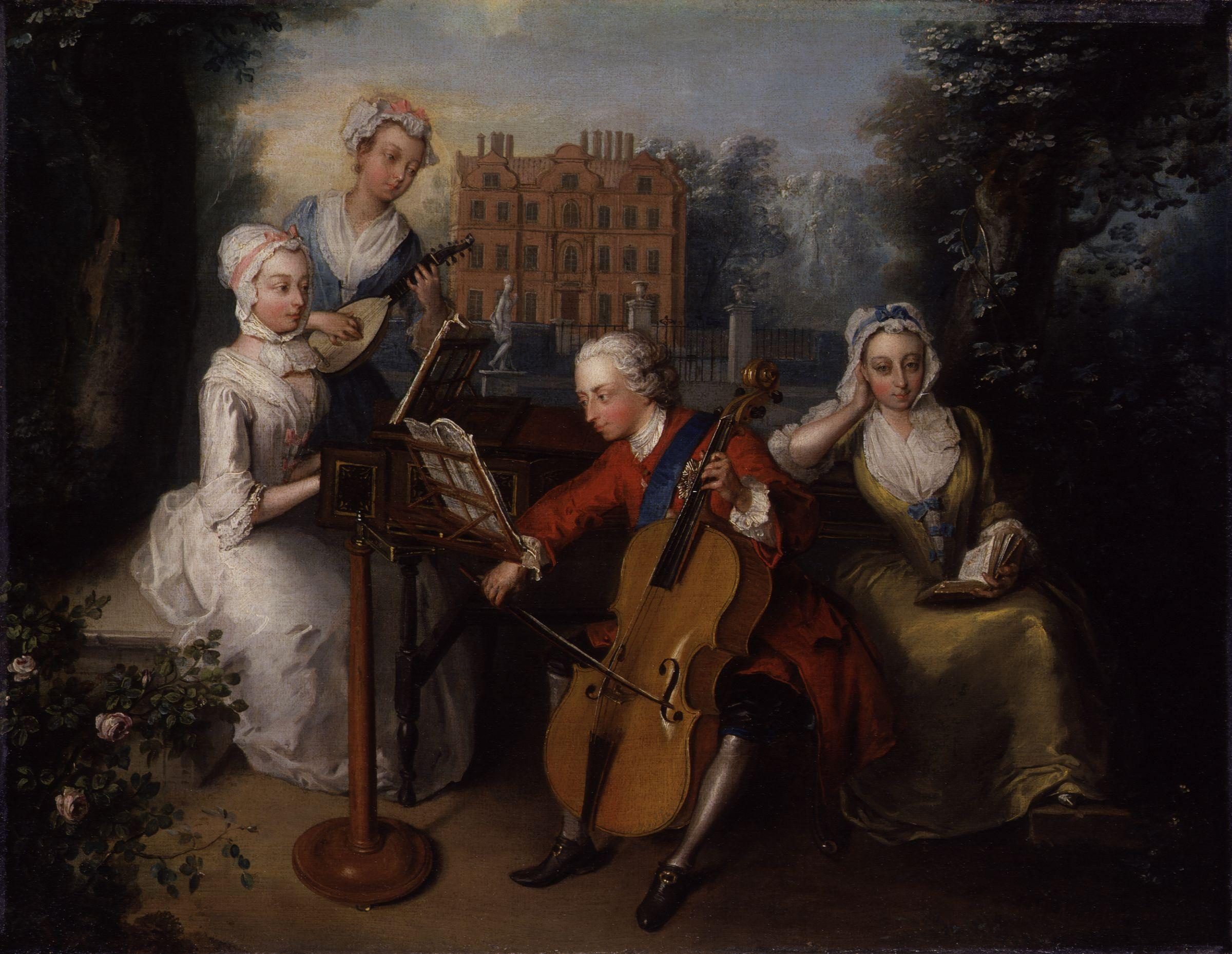
Ein Porträt des musizierenden Friedrich Ludwig von Hannover und seiner Schwestern von Philip Mercier aus dem Jahre 1733 zeigt den Dutch Palace im Hintergrund.

Das Gebäude wurde auf lange Zeit von König Georg III. von den Nachkommen von Sir Richard Levett, einem mächtigen Kaufmann und früheren Lord Mayor of London gepachtet. Dieser hatte es vom Enkel Samuel Fortreys erworben.
Die Familie Levett, deren Name sich aus dem Ortsnamen Livet in der Normandie ableitet, kommt ursprünglich aus Sussex. Sie war bis zum 13. Oktober 1781 Eigentümer des Hauses und des Anwesens in Kew. Dann kaufte König Georg III. Dutch House für £ 20.000 von ihnen. Aber Mitglieder der königlichen Familie wohnten schon ab 1734 in diesem Haus, als sie es von den Levett-Erben gepachtet hatten. (Eine Karte von 1771 wies das Land zwischen dem Dutch House und dem Fluss als dem Rechtsanwalt Levett Blackburne, Lincoln’s Inn, Enkel von Sir Richard Levett, gehörig aus.) Tatsächlich ist ein Porträt des cellospielenden Prinzen Friedrich (Sohn von König Georg II.) und seinen Schwestern Teil einer Sammlung der National Portrait Gallery in London. Das Bild wurde von Philip Mercier in Öl auf Leinwand gemalt und wird auf das Jahr 1733 datiert. Es zeigt den Dutch Palace im Hintergrund. 1735 zeichnete der Architekt William Kent einen grandiosen Plan für einen großen palladianischen Palast in Kew, ganz im Stil von Stowe, aber dieser wurde niemals realisiert.
Der Aufenthalt König Georgs III. im Dutch House sollte ursprünglich nur kurz sein. Er wollte nur die Zeit bis zur Fertigstellung seines neuen, mit Zinnen versehenen, gotischen Palastes (wie unten beschrieben) überbrücken. Zunächst residierte die königliche Familie in der Richmond Lodge, aber die Familie wurde größer und so wurde es notwendig, das Anwesen auf Kew Green mit dem Dutch House zu übernehmen.
Die Brüder William, Herzog von Clarence, und Edward Augustus, Herzog von Kent, feierten hier am 11. Juli 1818 eine Doppelhochzeit. Deren Mutter, Königin Charlotte, die Gemahlin Georgs III., starb in Dutch House am 17. November 1818. Als die Tochter des Herzogs von Kent, Victoria, 1837 den Thron bestieg, überließ sie den größten Teil der Kew Gardens dem Staat und nutzte für ihre eigenen Zwecke nur ein kleines Sommerhaus, das einst Königin Charlotte gehörte. Dieses Sommerhaus heißt „Queen’s Cottage“, aber Königin Victoria hielt sich nur selten dort auf und anlässlich ihres Goldenen Thronjubiläums 1887 überließ sie auch dieses dem Staat.

## Der dritte Kew Palace

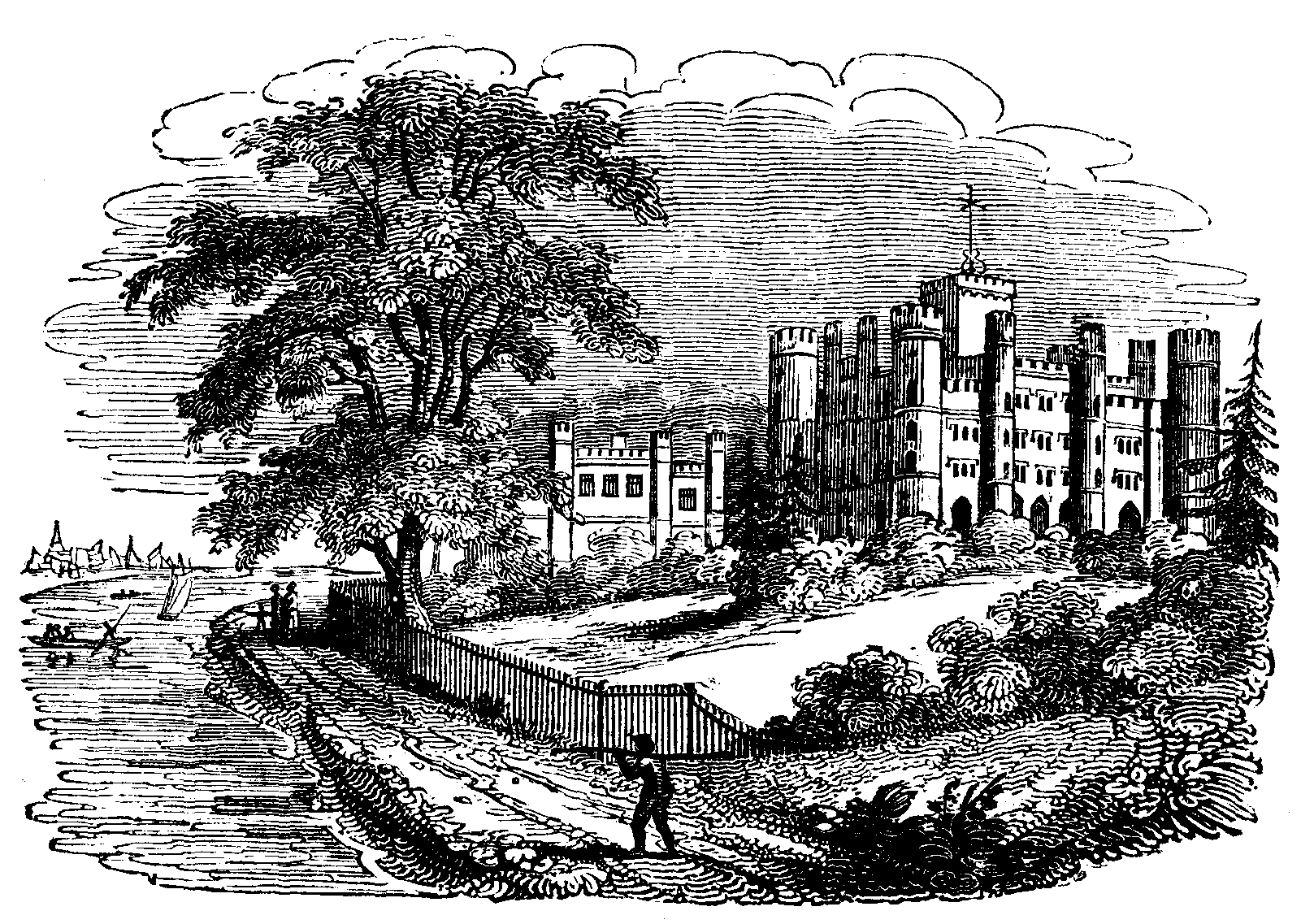
Der Kew Palace von Georg III.

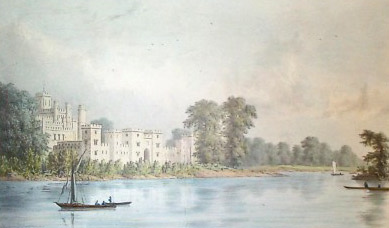
Eine Zeichnung des New Kew Palace von William Westall (1823)

Dieses dritte Bauwerk wurde teilweise von König Georg III. selbst und ansonsten von James Wyatt entworfen. Der neue Palast sollte „ein spätgeorgianischer Nonsuch Palace“ sein. Das 1802 begonnene Gebäude war ein gotischer, zinnenbewehrter Palast, der wenig Lob einheimste, da er als zu dumm für einen Bauherrn dieses Standes galt. Der Stil des neuen Palastes entsprach so gar nicht dem Geschmack seines Nachfolgers, des verschwenderischen Prinzregenten Georg. 1828 ordnete das Parlament, nachdem es sich Klarheit über die Finanzlage verschafft hatte, an, den Rohbau wieder abzureißen und die An- und Einbauten, die bereits angebracht worden waren, anderweitig in königlichen Residenzen zu verwenden. Die Treppe wurde später im Buckingham Palace eingebaut. Nachdem sich der König auf Windsor Castle beschränken sollte, lehnte es Königin Charlotte ab, das neue Gebäude zu beziehen. Es wurde in der Regierungszeit ihres Sohnes, König Georg IV., 1828 abgerissen.

## Restaurierung des Kew Palace

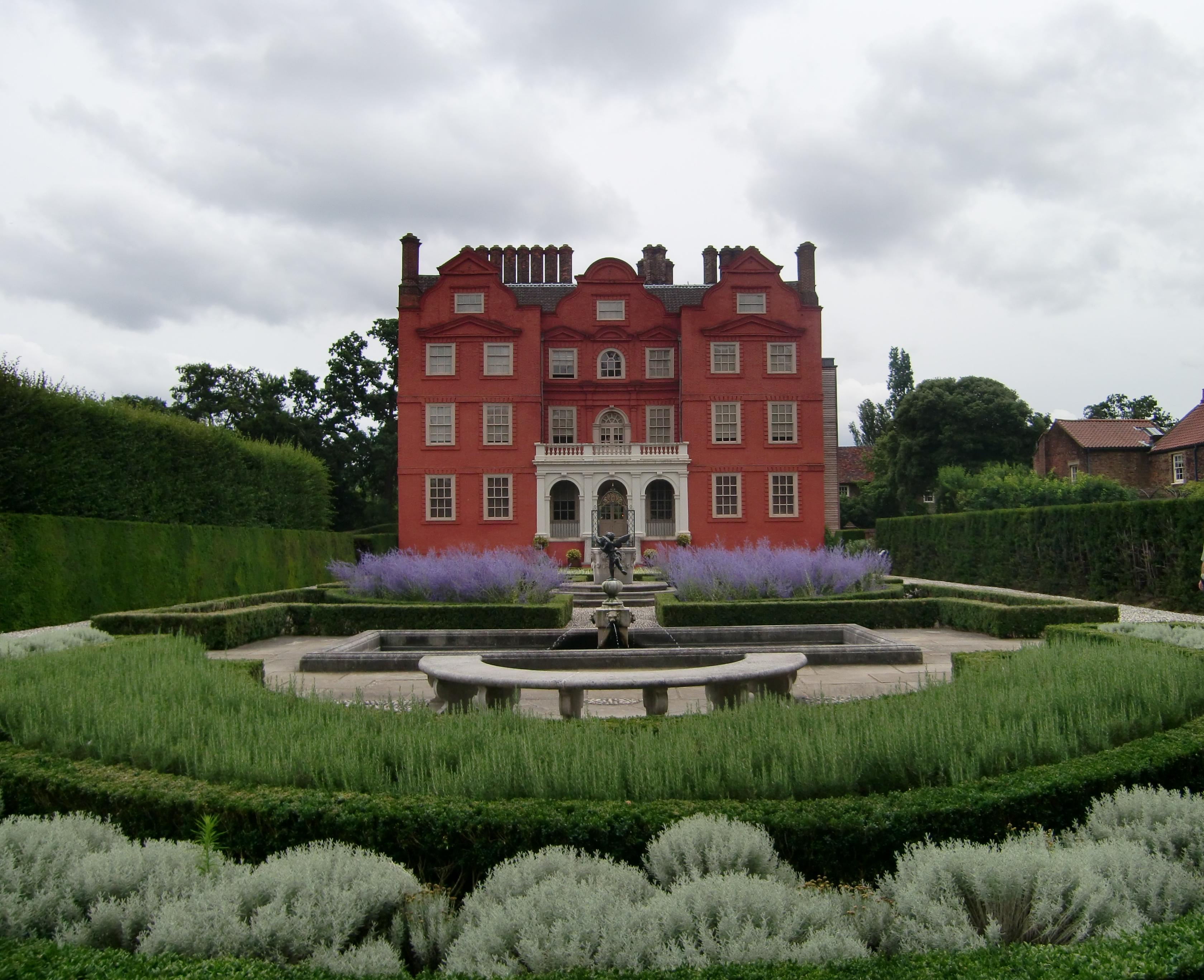
Gartenfassade des Kew Palace

Der zweite Palast ist bis heute erhalten und gilt als bekanntes Beispiel für den Manierismus im Ziegelbau, der die Verkörperung klassischer Architektur in „freier“ Art und Weise, angepasst an die Eigenschaften und Beschränkungen des Ziegelmaterials, darstellt. Er steht in den Kew Gardens und ist trotz seines Namens der Größe nach eher ein Herrenhaus als ein Palast.
Von 1997 bis 2006 erfolgte eine Generalsanierung von Kew Palace; sie umfasste nicht nur die Bausubstanz, sondern auch die Innenausstattung. Ein Großteil der Dekorationsstoffe wurde anhand historischer Originalstoffe von Handwebermeister Ian Dale aus Aberdeen nachgestaltet. In den an der Westseite des Gebäudes gelegenen Turm, der bislang Wasch- und Toilettenräume beherbergte, wurde ein Lift für gehbehinderte Besucher eingebaut. Wenige Tage vor der offiziellen Einweihung des restaurierten Kew Palace und seiner Freigabe für Besucher ließ Prinz Charles am 21. April 2006 ein Dinner zur Feier des 80. Geburtstages seiner Mutter, Königin Elisabeth II., ausrichten.
Kew Palace war und ist immer wieder ein beliebter Drehort für britische Filmproduktionen.

## Galerie

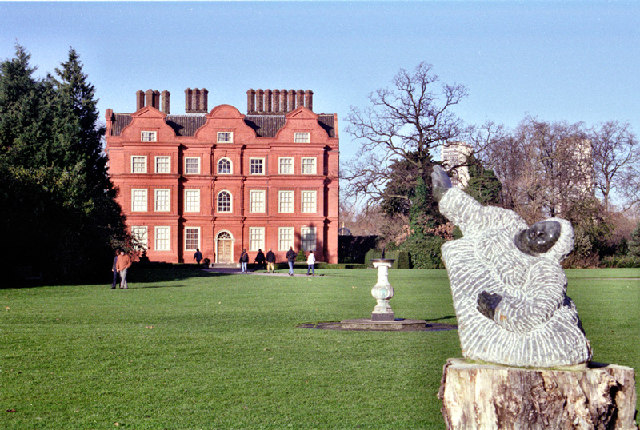
Gartenansicht
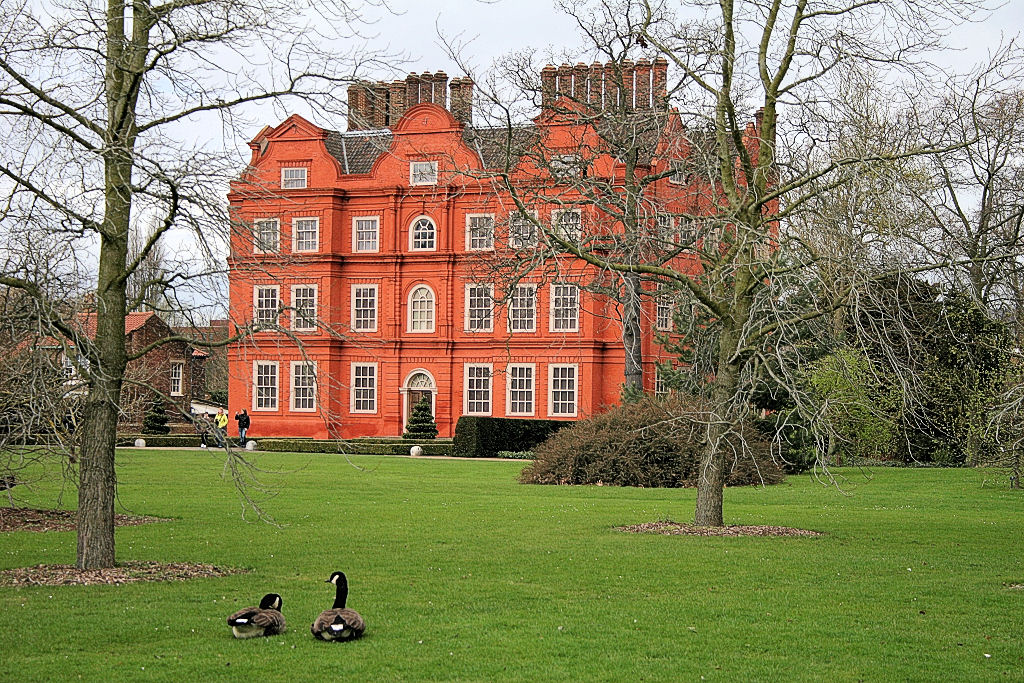
Queen’s Garden
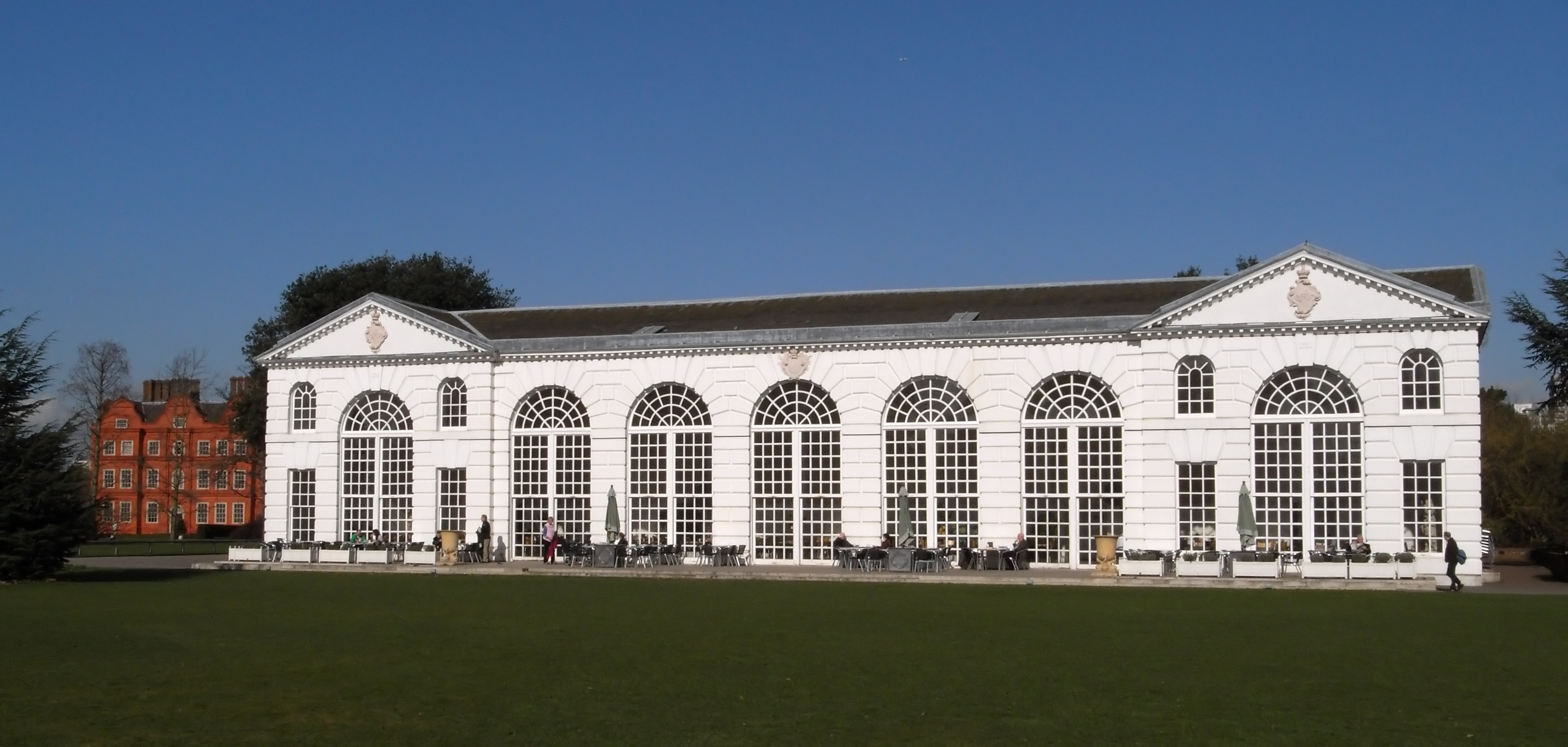
Orangerie
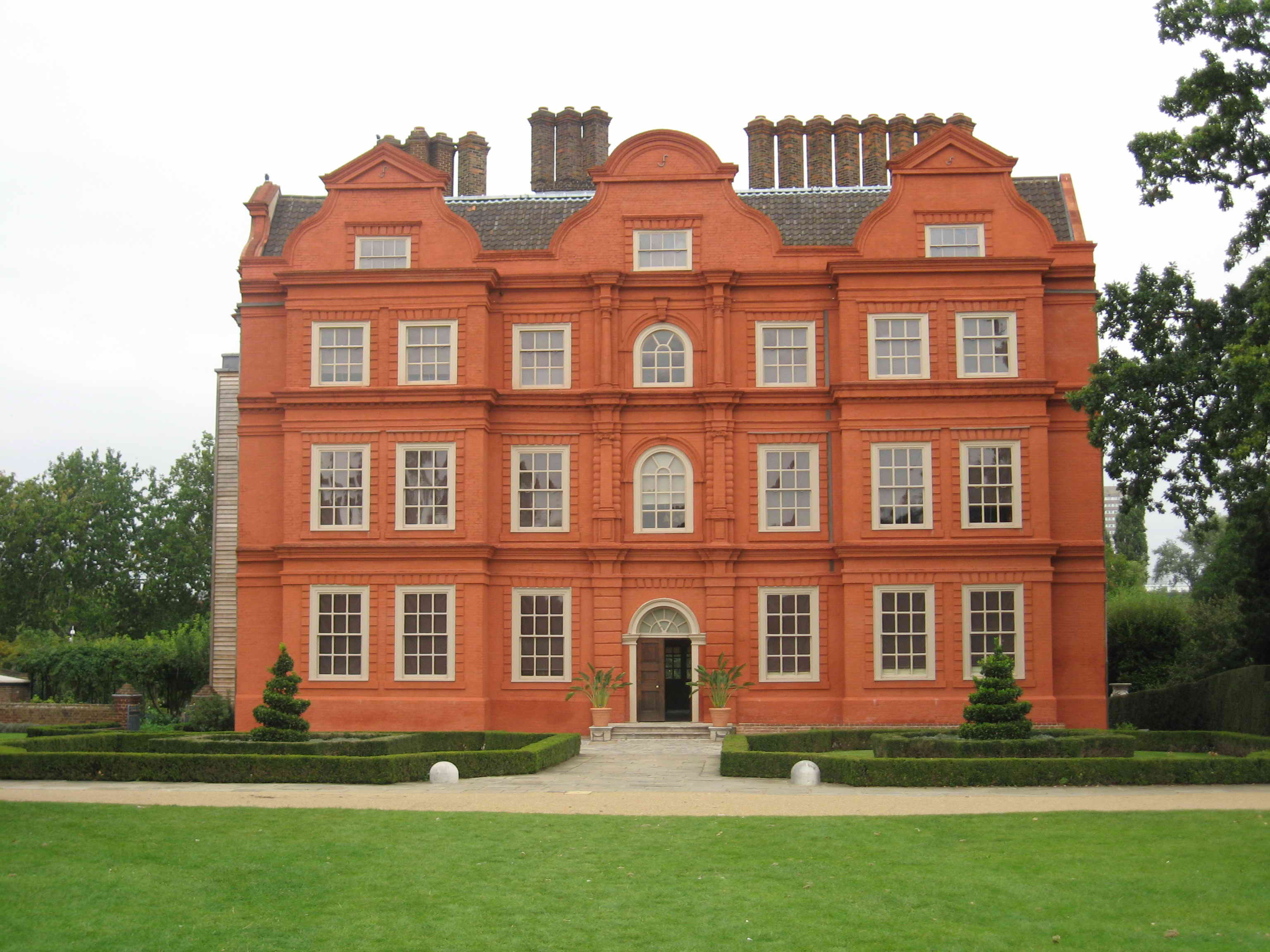
Rückseite